# 532
532 (DXXXII) fue un año bisiesto comenzado en jueves del calendario juliano, en vigor en aquella fecha.
En el Imperio romano, el año fue nombrado como el del segundo año después del consulado de Lampadio y Probo, o menos comúnmente, como el 1285 Ab urbe condita.

## Acontecimientos
- 13 de enero: Sublevación de Niká en el Imperio bizantino, la catedral es destruida y Justiniano I ordena la construcción de una nueva, la Iglesia de Santa Sofía.
- "Paz perpetua" entre los bizantinos y el Imperio sasánida.
- El rey vándalo Gelimero trata de alcanzar un tratado de alianza con el rey visigodo Teudis contra los romanos orientales, sin obtenerlo.

## Arte y literatura
- Iglesia de Santa Irene de Constantinopla.[1]
- Justiniano ordena la construcción de la basílica de Santa Sofía, en la que se aplicó el principio de la cúpula hemisférica sobre una base cuadrada.[2]